# Ромео Сандулеску
Ромео Сандулеску (рум. Romeo Săndulescu) (2 січня 1947) — румунський поет та дипломат. Генеральний консул Румунії у Чернівцях (2004—2009).

## Життєпис
Народився 2 січня 1947 року. Вивчав румунську мову і літературу у Бухарестському університеті, прослухав курс міжнародних відносин при Румунській дипломатичній академії, курс міжнародних відносин при МЗС Румунії, курс міжнародних відносин Паризького інституту публічної адміністрації, курси професійного вдосконалення з дипломатії в Іспанії, Італії та Франції. Володіє румунською, французькою, іспанською та російською мовами.
Працював директором культурних установ, генеральним інспектором в Міністерстві культури Румунії (1973-1989); Перший секретар Міністерства закордонних справ Румунії (1990-1996); Радник Посольства Румунії в Кишиневі (1996-2000); Директор управління румунів з близького зарубіжжя, директор управління румунів звідусіль (2000-2002).
Генеральний консул Румунії в Чернівцях, Україна (2004-2009).